# Barcinae
De Barcinae zijn een onderfamilie van vlinders in de familie van de dikkopjes (Hesperiidae).
Deze onderfamilie bestaat uit het monotypische geslacht Barca de Nicéville, 1902.